# 薩阿德·巴希里
薩阿德·巴希里（阿拉伯语：سهاد باحجري）是沙烏地阿拉伯的化學家，在威爾斯大學獲得生化學士學位，以及臨床生化博士學位，其博士論文是妊娠期血清中的核酸酶。
她是醫學領域的科學家及教育者，在吉达阿卜杜勒阿齊茲國王大學擔任临床化学及臨床營養學的教授。研究主要在飲食、生活型態及慢性病。
她一開始曾研究懷孕不同物質對母鼠血糖濃度的影響，發現攝取鉻可以讓血糖濃度回到正常值，因此可以減少胰島素的攝取。她也研究過氯對吉达人的影響、沙烏地阿拉伯人肥胖的原因，地區飲食對社群健康的影響等。

## 外部連結
- https://web.archive.org/web/20120306104453/http://www.smj.org.sa/DetailArticle.asp?ArticleId=506
- SUHAD MAATOUG BAHIJRI （页面存档备份，存于）
- SUHAD MAATOUG BAHIJRI（页面存档备份，存于）